# 伊中偽蜻
伊中偽蜻（學名：Macromidia ellanae）是香港特有種蜻蜓，只分布在香港的沙羅洞、烏蛟騰、鹿頸、香港島、鶴藪、往灣洲及上禾坑7個地方，而且是少見的物種，於1996年由漁農自然護理署高級漁業主任韋敬輝在沙羅洞發現，並以其女兒的名字Ellenae命名。